# Literaturjahr 2001
Liste der Literaturjahre

◄◄ | ◄ | 1997 | 1998 | 1999 | 2000 | Literaturjahr 2001 | 2002 | 2003 | 2004 | 2005 | ► | ►►

Weitere Ereignisse

## Ereignisse
- 15. Januar: Das Projekt Wikipedia als ein freies, vielsprachiges Onlinelexikon wird gestartet. Die Wikipedia ist gegenwärtig das meistbenutzte Online-Nachschlagewerk und liegt zum Erhebungszeitpunkt 13. Januar 2013 auf Platz sechs der weltweit meistbesuchten Websites.
- 17. April: Gründung von Bookcrossing durch den Amerikaner Ron Hornbaker
- 22. Juni: Die Volxtheaterkarawane wird von der italienischen Polizei festgenommen.

## Literaturpreise
- Nobelpreis für Literatur: V. S. Naipaul

- Nebula Award

- Catherine Asaro, The Quantum Rose, Die Quantenrose, Kategorie: Bester Roman
- Jack Williamson, The Ultimate Earth, Kapitel 4 Die ultimative Erde des Romans: Die Endzeit-Ingenieure, Kategorie: Bester Kurzroman
- Kelly Link, Louise's Ghost, Kategorie: Beste Erzählung
- Severna Park, The Cure for Everything, Kategorie: Beste Kurzgeschichte
- James Schamus & Kuo Jung Tsai & Hui-Ling Wang, Crouching Tiger, Hidden Dragon, Tiger and Dragon, Kategorie: Bestes Drehbuch

- Hugo Award

- Joanne K. Rowling, Harry Potter and the Goblet of Fire, Harry Potter und der Feuerkelch, Kategorie: Bester Roman
- Jack Williamson, The Ultimate Earth, Kapitel 4 Die ultimative Erde des Romans: Die Endzeit-Ingenieure, Kategorie: Bester Kurzroman
- Kristine Kathryn Rusch, Millennium Babies, Kategorie: Beste Erzählung
- David Langford, Different Kinds of Darkness, Kategorie: Beste Kurzgeschichte

- Locus Award

- Ursula K. Le Guin, The Telling, Die Erzähler, Kategorie: Bester SF-Roman
- George R. R. Martin, A Storm of Swords, Schwertgewitter, Kategorie: Bester Fantasy-Roman
- Geoffrey A. Landis, Mars Crossing, Kategorie: Bester Erstlingsroman
- Lucius Shepard, Radiant Green Star, Kategorie: Bester Kurzroman
- Ursula K. Le Guin, The Birthday of the World, Kategorie: Beste Erzählung
- Larry Niven, The Missing Mass, Kategorie: Beste Kurzgeschichte
- Michael Swanwick, Tales of Old Earth, Kategorie: Beste Sammlung
- Gardner Dozois, The Year's Best Science Fiction: Seventeenth Annual Collection, Kategorie: Beste Anthologie

- Kurd-Laßwitz-Preis

- Michael Marrak, Lord Gamma, Kategorie: Bester Roman
- Marcus Hammerschmitt, Troubadoure, Kategorie: Beste Kurzgeschichte/Erzählung
- Mary Doria Russell, Sperling, Kategorie: Bestes ausländisches Werk
- Horst Pukallus und Michael K. Iwoleit, Kategorie: Bester Übersetzer
- Wolfgang Jeschke für sein Lebenswerk und seine Verdienste um die SF in Deutschland, Sonderpreis

- Philip K. Dick Award

- Richard Paul Russo, Ship of Fools

- Bertolt-Brecht-Literaturpreis: Urs Widmer
- Cordwainer Smith Rediscovery Award: Olaf Stapledon
- Danuta Gleed Literary Award: Barbara Lambert,	A Message for Mr. Lazarus
- Ethel Wilson Fiction Prize: Eden Robinson, Monkey Beach
- Friedenspreis des deutschen Buchhandels: Jürgen Habermas
- Ingeborg-Bachmann-Preis: Michael Lentz, Muttersterben
- Kurd-Laßwitz-Preis: Michael Marrak, Lord Gamma
- Gabrielle Roy Prize for Criticism (Association for Canadian and Quebec Literatures): Fred Wah, Faking It
- Georg-Büchner-Preis: Friederike Mayröcker
- Großer Literaturpreis der Bayerischen Akademie der Schönen Künste: Uwe Timm
- Hubert Evans Non-Fiction Prize: Terry Glavin, The Last Great Sea: A Voyage Through the Human and Natural History of the North Pacific Ocean
- Johann-Gottfried-Seume-Literaturpreis: Götz-Ulrich Coblenz, Mein Spaziergang von Arkona nach Pisa. Ein Tagebuch
- National Book Award: Jonathan Franzen, Die Korrekturen (Fiction); Andrew Solomon, Saturns Schatten: Die dunklen Welten der Depression (Nonfiction); Alan Dugan: Poems Seven: New and Complete Poetry (Poetry); Virginia Euwer Wolff: Fest dran glauben (Young People’s Literature)
- Prix Goncourt: Jean-Christophe Rufin, Rouge Brésil
- Tukan-Preis: Uwe Timm für Rot

## Neuerscheinungen
- 1979 – Christian Kracht
- Der 21. Juli – Christian v. Ditfurth
- Abbitte – Ian McEwan
- American Gods – Neil Gaiman
- Ein amerikanischer Albtraum – James Ellroy
- Arbeit poor. Unterwegs in der Dienstleistungsgesellschaft – Barbara Ehrenreich
- Austerlitz – W. G. Sebald
- Der Besuch des Leibarztes – Per Olov Enquist
- Bibbi Bokkens magische Bibliothek – Jostein Gaarder und Klaus Hagerup
- Eine Billion Dollar – Andreas Eschbach
- The Blessings of a Skinned Knee – Wendy Mogel
- Bourdanins Kinder – Gertrud Fussenegger
- Die Brandmauer – Henning Mankell
- Die Bruderschaft – John Grisham
- Buddys Song – Christopher Paul Curtis
- Chasm City – Alastair Reynolds
- Die Chirurgin – Tess Gerritsen
- Claus Peymann kauft sich keine Hose, geht aber mit essen – Benjamin von Stuckrad-Barre
- Dachsjagd – Tony Hillerman
- Deutschsprachige Gegenwartsprosa seit 1970 – Irmgard Scheitler
- Erzählungen aus dem jüdischen Familienleben (NA) – Salomon Hermann Mosenthal
- Der ewige Gärtner – John le Carré
- Flatterland – Ian Stewart
- Der Fliegenfänger – Willy Russell
- Franz oder Warum Antilopen nebeneinander laufen – Christoph Simon
- Die Frau mit den Lilienknochen – Julie Myerson
- Gefrorene Pfirsiche – Espido Freire
- Giulio coniglio: Storie per un anno – Nicoletta Costa
- Grüne Papageien – Gino Strada
- Himmelsfeuer – Barbara Wood
- Ihr kennt mich nicht! – David Klass
- In der Schwebe – Tess Gerritsen
- Indiana Jones und das Geheimnis der Sphinx – Max McCoy
- Indiana Jones und das Geheimnis von Thule – Max McCoy
- Kaffee. Wie eine Bohne die Welt veränderte – Mark Pendergrast
- Der Kameramörder – Thomas Glavinic
- Kopf und Kragen – Feridun Zaimoglu
- Die Korrekturen – Jonathan Franzen
- Der Lebenslauf der Liebe – Martin Walser
- Memories of Ice – Steven Erikson
- Nachricht aus dem Niemandsland – Aidan Chambers
- Necessary Targets: A Story of Women and War – Eve Ensler
- Neununddreißigneunzig – Frédéric Beigbeder
- Die Ohnmacht – Jorge Semprún
- Phonon oder Staat ohne Namen – Dietmar Dath
- Plattform – Michel Houellebecq
- Porträt in Sepia – Isabel Allende
- Die Priesterin von Avalon – Marion Zimmer Bradley
- PUDER oder: Sleeping Beauty in the Valley of the Wild, Wild Pigs – Tor Åge Bringsværd
- Quest – Andreas Eschbach
- Ein Regenschirm für diesen Tag – Wilhelm Genazino
- Riskante Konzepte – Stanisław Lem
- Rot ist mein Name – Orhan Pamuk
- Schwanenliebe. Zeilen und Wunder – Sarah Kirsch
- Selige Witwen – Ingrid Noll
- Die sieben Töchter Evas – Bryan Sykes
- Siegfried – Harry Mulisch
- Soldados de Salamina – Javier Cercas
- Die Sonne im Gesicht – Deborah Ellis
- Spur der Wölfe – Dennis Lehane
- Der Todesstoß – Wolfgang Hohlbein
- Ungefähre Landschaft – Peter Stamm
- Das verborgene Wort – Ulla Hahn
- Verschwende Deine Jugend – Jürgen Teipel
- Die vierte Hand – John Irving
- Wie die Tiere – Wolf Haas
- Wie ein Baum ohne Schatten  – Maria Nurowska
- Wilde Reise durch die Nacht – Walter Moers

## Geboren
- 04. Mai: Jeremias Thiel, deutscher Autor
- 15. Oktober: Colin Hadler, österreichischer Schriftsteller

## Gestorben
- 10. Januar: Necati Cumalı, türkischer Schriftsteller (* 1921)
- 14. Januar: Karl Bednarik, österreichischer Maler und Schriftsteller (* 1915)
- 11. Februar: Maurice Zermatten, Schweizer Schriftsteller (* 1910)
- 26. Februar: Arturo Uslar Pietri, venezolanischer Schriftsteller, Diplomat und Politiker (* 1906)
- 12. März: Robert Ludlum, US-amerikanischer Schriftsteller, Schauspieler und Produzent (* 1927)
- 20. März: Ronald Chetwynd-Hayes, britischer Schriftsteller (* 1919)
- 09. Mai: Marie Cardinal, französische Schriftstellerin (* 1928 od. 1929)
- 09. Mai: Johannes Poethen, deutscher Schriftsteller (* 1928)
- 11. Mai: Douglas Adams, britischer Schriftsteller (* 1952)
- 11. Mai: Klaus Schlesinger, deutscher Schriftsteller und Journalist (* 1937)
- 19. Mai: Hans Mayer, deutscher Literaturwissenschaftler, Jurist, Sozialforscher, Kritiker (* 1907)
- 19. Juni: Harald Gerlach, deutscher Lyriker, Schriftsteller und Bühnenautor (* 1940)
- 27. Juni: Tove Jansson, finnische Schriftstellerin und bildende Künstlerin (* 1914)
- 28. Juni: Arno Reinfrank, deutscher Schriftsteller, Publizist und Übersetzer (* 1934)
- 03. Juli: Mordecai Richler, kanadischer Schriftsteller (* 1931)
- 21. Juli: Einar Schleef, deutscher Schriftsteller und Regisseur (* 1944)
- 22. Juli: Miklós Mészöly, ungarischer Schriftsteller (* 1921)
- 23. Juli: Eudora Welty, US-amerikanische Schriftstellerin (* 1909)
- 31. Juli: Poul Anderson, US-amerikanischer Science-Fiction-Autor (* 1926)
- 06. August: Jorge Amado, brasilianischer Schriftsteller (* 1912)
- 09. August: Otti Pfeiffer, deutsche Lyrikerin sowie Kinder- und Jugendbuchautorin (* 1931)
- 21. August: Everett B. Cole, US-amerikanischer Science-Fiction-Autor (* 1910)
- 24. August: Donald A. Prater, britischer Schriftsteller, Germanist und Diplomat (* 1918)
- 21. Oktober: Anna Maria Jokl, österreichisch-israelische Schriftstellerin (* 1911)
- 01. November: Juan Bosch, dominikanischer Politiker, Staatschef und Schriftsteller (* 1909)
- 10. November: Ken Kesey, US-amerikanischer Schriftsteller und Aktionskünstler (* 1935)
- 29. November: Wiktor Petrowitsch Astafjew, russischer Schriftsteller (* 1924)
- 06. Dezember: Carla Hansen, dänische Schriftstellerin (* 1906)
- 09. Dezember: Willi Erzgräber, deutscher Anglist (* 1926)
- 14. Dezember: W. G. Sebald, deutscher Schriftsteller (* 1944)
- 16. Dezember: Stefan Heym, deutscher Schriftsteller (* 1913)
- 16. Dezember: Christian Loidl, deutscher Schriftsteller und Performer (* 1957)
- 20. Dezember: Léopold Sédar Senghor, afrikanischer Dichter und Politiker (* 1906)
- 22. Dezember: Jan Kott, polnischer Theaterwissenschaftler und Übersetzer (* 1914)